# 長輩
長輩狹義通常是漢語親屬系統中指與自己有血緣關係上的尊長之稱謂，包括父母、祖父母/外祖父母、曾祖父母/曾外祖父母、伯、叔、姑、姨、舅等。廣義則是所有與自己有親屬關係上的尊長，亦包括姻親，例如老爺、奶奶、外父、外母等。

## 說明
- 1．以下括號內的稱謂多用於口頭稱呼，口頭稱呼各地不一樣。沒有括號的稱謂多用於書寫時稱呼
- 2．謙稱用的「家」字，僅適用於向同事、同學、朋友介紹家族內的親屬，對親屬中的人說及其他親屬則無須用此謙稱。「家」字用於介紹家族中輩分或年紀比自己大的人。
- 3．謙稱用的「敝」字，不用來說家族人，而用來說非家族人。

## 稱謂[來源請求][原創研究？]
| 對象                      | 對稱（粵語白話稱呼）                                  | 自稱             | 向第三者介紹該對象時謙稱 | 稱謂別人的相應對象時尊稱 |
| 父親的祖父 父親的祖母     | 曾祖父（太爺爺） 曾祖母（太奶奶）                     | 曾孫或曾孫女     | 家曾祖父 家曾祖母        | 令曾祖父 令曾祖母        |
| 父親的外祖父 父親的外祖母 | 外曾祖父（太公） 外曾祖母（太婆）                     | 外曾孫或外曾孫女 | 家外曾祖父 家外曾祖母    | 令外曾祖父 令外曾祖母    |
| 父親的父親 父親的母親     | 祖父（阿公／爺爺） 祖母（阿嬤／奶奶）                 | 孫或孫女         | 家祖父 家祖母            | 令祖父 令祖母            |
| 父親 母親                 | 父親（爸爸／爹） 母親（媽媽／娘）                     | 兒或女兒         | 家父 家母                | 令尊 令堂                |
| 祖父的哥哥 祖父哥哥的妻子 | 伯祖父（伯爺爺／伯公） 伯祖母（伯奶奶／伯婆）         | 侄孫或侄孫女     | 家伯祖父 家伯祖母        | 令伯祖父 令伯祖母        |
| 祖父的弟弟 祖父弟弟的妻子 | 叔祖父（叔爺爺／叔公） 叔祖母（叔奶奶／叔婆／嬸婆）   | 侄孫或侄孫女     | 家叔祖父 家叔祖母        | 令叔祖父 令叔祖母        |
| 祖父的姐妹 祖父姐妹的丈夫 | 姑祖母（姑奶奶／姑嫲） 祖姑夫（姑爺爺／姑公／姑丈公） | 姪孫或姪孫女     | 祖姑母 祖姑夫            | 令祖姑母 令祖姑夫        |
| 祖母的兄弟 祖母兄弟的妻子 | 舅祖父（舅公） 舅婆（妗婆）                           | 外甥孫或外甥孫女 | 舅公 妗婆                | 令舅公 令妗婆            |
| 父親的哥哥 父親哥哥的妻子 | 伯父（伯伯／世伯） 伯母                               | 侄或侄女         | 家伯父 家伯母            | 令伯父 令伯母            |
| 父親的弟弟 父親弟弟的妻子 | 叔父（叔叔） 叔母（嬸嬸）                             | 侄或侄女         | 家叔父 家叔母            | 令叔父 令叔母            |
| 父親的姐妹 父親姐妹的丈夫 | 姑母（姑姑／姑媽／姑姐） 姑父（姑丈／姑爹）           | 姪或姪女         | 姑母 姑父                | 令姑母 令姑父            |
| 母親的祖父 母親的祖母     | 外曾祖父（外太公） 外曾祖母（外太／外太婆）           | 外曾孫或外曾孫女 | 外曾祖父 外曾祖母        | 令外曾祖父 令外曾祖母    |
| 母親的父親 母親的母親     | 外祖父（公公／外公） 外祖母（外婆）                   | 外孫或外孫女     | 外祖父 外祖母            | 令外祖父 令外祖母        |
| 母親的兄弟 母親兄弟的妻子 | 舅父（舅舅） 舅母（妗母）                             | 外甥或外甥女     | 舅父 舅母                | 令舅父 令舅母            |
| 母親的姐妹 母親姐妹的丈夫 | 姨母（姨媽／阿姨） 姨父（姨丈／姨爹）                 | 姨甥或姨甥女     | 姨母 姨父                | 令姨母 令姨父            |
| 丈夫的祖父 丈夫的祖母     | 祖翁（爺爺） 祖姑（奶奶）                             | 孫媳             | 家祖翁 家祖姑            | 令祖翁 令祖姑            |
| 丈夫的父親 丈夫的母親     | 公公／家翁（老爺） 婆婆／家婆（奶奶（廣東））         | 媳婦或兒媳       | 家父 家母                | 令尊 令堂                |
| 丈夫的伯父 丈夫的伯母     | 伯父（伯伯） 伯母（伯娘）                             | 侄媳             | 家伯父 家伯母            | 令伯父 令伯母            |
| 丈夫的叔父 丈夫的叔母     | 叔父（叔叔） 叔母（嬸嬸）                             | 侄媳             | 家叔父 家叔母            | 令叔父 令叔母            |
| 妻子的祖父 妻子的祖母     | 岳祖父（爺爺） 岳祖母（奶奶）                         | 孫婿             | 岳祖父 岳祖母            | 令岳祖父 令岳祖母        |
| 妻子的父親 妻子的母親     | 岳父 岳母                                             | 女婿             | 岳父 岳母                | 令岳父 令岳母            |
| 妻子的伯父 妻子的伯母     | 伯父（伯伯） 伯母                                     | 侄婿             | 伯父 伯母                | 令伯父 令伯母            |
| 妻子的叔父 妻子的叔母     | 叔父（叔叔） 叔母（嬸嬸）                             | 侄婿             | 叔父 叔母                | 令叔父 令叔母            |

## 其他
值得留意的是，在漢字文化圈中稱呼長輩時，必須要避諱。

## 另見
- 同輩
- 後輩
- 擬親屬關係
- 漢語親屬系統